# Lake Neale
Lake Neale är en sjö i Australien. Den ligger i territoriet Northern Territory, omkring 1 300 kilometer söder om territoriets huvudstad Darwin. 
Omgivningarna runt Lake Neale är i huvudsak ett öppet busklandskap. Trakten runt Lake Neale är nära nog obefolkad, med mindre än två invånare per kvadratkilometer. Genomsnittlig årsnederbörd är 357 millimeter. Den regnigaste månaden är februari, med i genomsnitt 76 mm nederbörd, och den torraste är augusti, med 1 mm nederbörd.